# Кривата гора
Кривата гора е гора от странно оформени борови дървета, разположена до Нове Чарново близо до град Грифино, Западноморско войводство, Полша.
Тази горичка от около 100 бора е била засадена около 1930 г., когато тя все още попада в границите на германската провинция Померания. Всеки бор се извива рязко на север, точно над нивото на земята, след което се извива назад и встрани с дължина от един до три метра. Смята се, че някаква форма на човешка намеса или техника е била използвана, за да се накарат дърветата да растат по този начин, но методът и мотивът към момента не са известни. Предполага се, че дърветата може да са били деформирани, за да се създаде естествено извит дървен материал, който да се използва в производството на мебели или лодки. Други предполагат, че снежна буря може да е извила дърветата по този начин, но никой не знае какво наистина се е случило с тези борови дървета.